# KAIS Mora IF
Der KAIS Mora IF ist ein schwedischer Unihockeyverein aus der Stadt Mora. Die Damenmannschaft spielt in der höchsten Spielklasse. Die Herren spielen in der dritthöchsten Liga.

## Geschichte
Unter dem Namen Kristineberg AIS gewann der Verein 1986 die schwedische Meisterschaft und wurde zwei Jahre später Vizemeister in der höchsten Spielklasse. Der heutige Verein entstand 2004 aus der Fusion vom Kristineberg AIS und Mora IBK.

### KAIS Mora IF
Nach der Fusion gelang es KAIS Mora 2012 erstmals der Einzug in das Finale der SSL, welcher verloren ging. Zwei Jahre später unterlagen sie erneut erst im Finale. 2015 konnte KAIS Mora die erste Meisterschaft für sich entscheiden. Mit dem Sieg der Meisterschaft konnte der Verein am Champions Cup teilnehmen, welcher im August gewonnen werden konnte. In den folgenden zwei Jahren stieß die erste Mannschaft erneut in das Superfinale vor, konnte dieses aber nicht gewinnen.
Die Herren konnten noch keinen Titel gewinnen und spielen in der Division 1 Västra Svealand.

## Stadion
Die ersten Mannschaften spielen in der Unihoc Arena, welche rund 2,5 Kilometer vom Zentrum ist.

## Erfolge und Statistiken

### Erfolge

#### Als Kristineberg AIS
- 1-mal Schwedischer Meister: 1986
- 1-mal Schwedischer Vizemeister: 1988

#### Als KAIS Mora IF
- 1-mal Schwedischer Meister: 2015
- 4-mal Schwedischer Vizemeister: 2012, 2014, 2016, 2017
- 1-mal Champions Cup: 2015

### Statistiken

#### Zuschauer
| Jahr    | Liga               | ø   |
| ------- | ------------------ | --- |
| 2014/15 | Svenska Superligan | 408 |
| 2015/16 | Svenska Superligan | 402 |
| 2016/17 | Svenska Superligan | 302 |

#### Topscorer
| Jahr    | Liga               | Name      | Sp | T  | A  | P  |
| ------- | ------------------ | --------- | -- | -- | -- | -- |
| 2014/15 | Svenska Superligan | Anna Wijk | 26 | 25 | 50 | 75 |
| 2015/16 | Svenska Superligan | Anna Wijk | 26 | 34 | 49 | 83 |
| 2016/17 | Svenska Superligan | Anna Wijk | 26 | 24 | 50 | 74 |